# 1314
1314 (MCCCXIV) a fost un an obișnuit al calendarului iulian, care a început într-o zi de joi.

## Evenimente
- 14 martie: Regele Robert al Neapolelui este constituit de către papă ca vicar imperial pentru întreaga Italie.
- 18 martie: Jacques de Molay, ultimul Mare Maestru al Ordinului templierilor, este ars pe rug, din ordinul regelui Filip al IV-lea cel Frumos al Franței; sfârșitul Ordinului templierilor.
- 14 iunie: Ghibelinii preiau puterea în orașul Lucca, din Toscana; începutul dictaturii lui Castruccio Castracani în oraș.
- 23-24 iunie: Bătălia de la Bannockburn. Luptă decisivă în istoria Scoției, în care scoțienii, sub conducerea lui Robert Bruce i-au învins pe englezii conduși de regele Eduard al II-lea; Scoția își recâștigă independența.
- 20 octombrie: Începe războiul pentru tronul imperial dintre Ludovic al IV-lea și Frederic de Habsburg.
- 29 noiembrie: În urma urcării lui Ludovic al X-lea pe tronul Franței, provincia Champagne este definitiv trecută în domeniul Coroanei.
- 17 decembrie: Armistițiu încheiat între regii Robert I de Neapole și Frederic al II-lea al Siciliei.

### Nedatate
- februarie: În contextul unui nou război civil la Genova între familiile Doria și Spinola, se constituie Consiliul celor 24.
- august: Regele Filip al IV-lea cel Frumos al Franței anexează Flandra.
- august: Regele Robert I de Neapole debarcă în Sicilia și începe asediul orașului Trapani; asediul se prelungește până în luna decembrie.
- Cavalerii de Rodos ocupă insula Kos.
- Hammîr recucerește independența statului Mewâr (Rajasthan), în India.

## Arte, științe, literatură și filosofie
- Este realizată Hereford Mappa Mundi.
- Giotto (n. Giotto di Bondone) pictează "Fecioara și pruncul".
- Instalarea primului orologiu public din Franța, la Caen.
- Walter Stapledon întemeiază colegiul Exeter, la Oxford.

## Nașteri
- Valdemar al III-lea, rege al Danemarcei (d. 1364)
- Ramathibodi, rege al statului Ayutthaya (d. 1369)

## Decese
- 4 martie: Jakub Świnka, arhiepiscop de Gniezno (n. ?)
- 18 martie: Jacques de Molay, mare maestru al Ordinului templierilor (n. 1243)
- 20 aprilie: Clement al V-lea (n. Bertrand de Got), papă (n. 1264)
- 13 noiembrie: Albert "Degeneratul", landgraf de Turingia (n. ?)
- 20 noiembrie: Albert al II-lea, marchiz de Meissen (n. 1240)
- 29 noiembrie: Filip al IV-lea "cel Frumos", rege al Franței (n. 1268)
- Giovanni Pisano, sculptor italian (n. 1250)

- Stefan I, ban al Bosniei (n. 1242)

## Înscăunări
- 20 octombrie: Ludovic IV-lea (Ludwig Bavarezul), ales la Aachen ca rege al germanilor (1314-1328)
- 29 noiembrie: Ludovic al X-lea (Louis X), rege al Franței (1314-1316)
- Amda Seyon I, rege al Etiopiei (1314-1344)